# Daiya Seto
Daiya Seto (瀬戸 大也 Seto Daiya, sinh ngày 24 tháng 5 năm 1994) là một vận động viên bơi lội người Nhật Bản bơi trong các nội dung bơi hỗn hợp cá nhân, bơi bướm, bơi ếch và bơi tự do. Anh đã giành được huy chương vàng trong nội dung 400 mét cá nhân tại 2012, 2014, và giải vô địch bơi ngắn thế giới 2016, cũng như tại 2013 và giải vô địch môn bơi dài thế giới năm 2015. Seto giữ kỷ lục thế giới ở cự ly 200 mét bướm và 400 mét cự ly cá nhân (cả hai nội dung ngắn hạn).
Seto là vận động viên bơi lội châu Á đầu tiên trở thành nhà vô địch thế giới ở nội dung cá nhân.

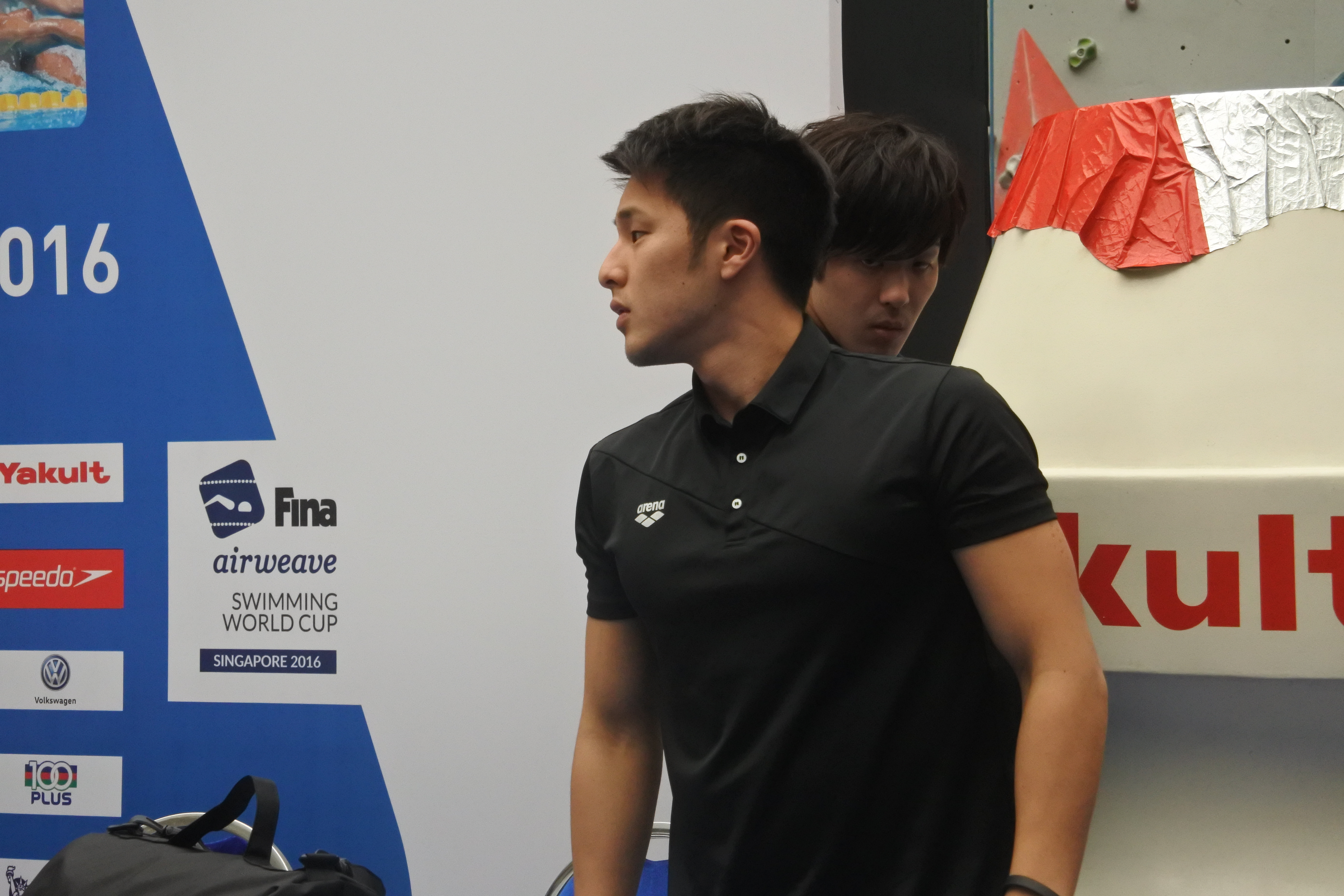
Seto tại Kallang, Singapore tham gia họp báo FINA Swimming World Cup.

Vào ngày 23 tháng 9 năm 2020, vụ ngoại tình của Daiya Seto được tiết lộ. Người ta tin rằng cuộc tình xảy ra giữa việc đưa đón hai cô con gái. Bức ảnh cho thấy người này rời một khách sạn tình yêu giá rẻ trong một giờ là 4.600 yên. Daiya Seto đã đến gặp trực tiếp Liên đoàn Bơi lội Nhật Bản, xin từ chức đội trưởng đội tuyển bơi lội Nhật Bản.